# Tachina vulgata
Tachina vulgata là một loài ruồi trong họ Tachinidae.